# Primula morissetii
Primula morissetii är en viveväxtart som beskrevs av Ernest Lepage. Primula morissetii ingår i släktet vivor, och familjen viveväxter. Inga underarter finns listade i Catalogue of Life.